# ماساكي هيمي
ماساكي هيمي (باليابانية: 辺見昌樹) مواليد 14 أغسطس 1986 في طوكيو، هو لاعب كرة قدم ياباني. يلعب كلاعب وسط.

## مرحلة الشباب

### أندية لعب لها
- جامعة كولورادو للمعادن

## روابط خارجية
- ماساكي هيمي على موقع قاعدة بيانات كرة القدم.إي يو (الإنجليزية)
- ماساكي هيمي على موقع Soccerway.com (الإنجليزية)